# Семёновская (Коношский район)
Семёновская — деревня в Коношском районе Архангельской области. Входит в состав Тавреньгского сельского поселения.

## География
Находится в юго-западной части Архангельской области на расстоянии приблизительно 36 км на восток-юго-восток по прямой от административного центра района поселка Коноша на левом берегу реки Вель.

## История
В 1859 году здесь (деревня Вельского уезда Вологодской губернии) было учтено 18 дворов.

## Население
Численность населения: 151 человек (1859 год), 56 (русские 100 %) в 2002 году, 26 в 2010.